# Ambenonio
El Ambenonio es un compuesto de amonio cuaternario que actúa como inhibidor reversible de la actividad de la colinesterasa. Dado que su acción es similar a la de la neostigmina, pero de mayor duración, el fármaco se emplea en el tratamiento de la miastenia gravis y como colinérgico.

## Mecanismo de acción
El ambenonio inhibe la actividad química de la enzima colinesterasa, de modo que los impulsos nerviosos puedan cruzar la unión entre nervios y músculos.
La acción del ambenonio empieza a los 20-30 minutos y tiene una duración de 4 horas. Puede ser útil en pacientes que no toleran la neostigmina o la piridostigmina.
Los fármacos anticolinesterasicos "reversibles" tales como el ambenonio, la neostigmina, la fisostigmina y la piridostigmina generalmente producen inhibición enzimática durante unas pocas horas, mientras que los anticolinesterasicos "irreversibles" producen una inhibición extremadamente prolongada, y el retorno de la actividad colinesterasa depende de la síntesis de una nueva enzima.

## Estado actual
El ambenonio está descontinuado.